# Euphorbia tubiglans
Euphorbia tubiglans är en törelväxtart som beskrevs av Hermann Wilhelm Rudolf Marloth och Robert Allen Dyer. Euphorbia tubiglans ingår i släktet törlar, och familjen törelväxter. Inga underarter finns listade i Catalogue of Life.

## Bildgalleri

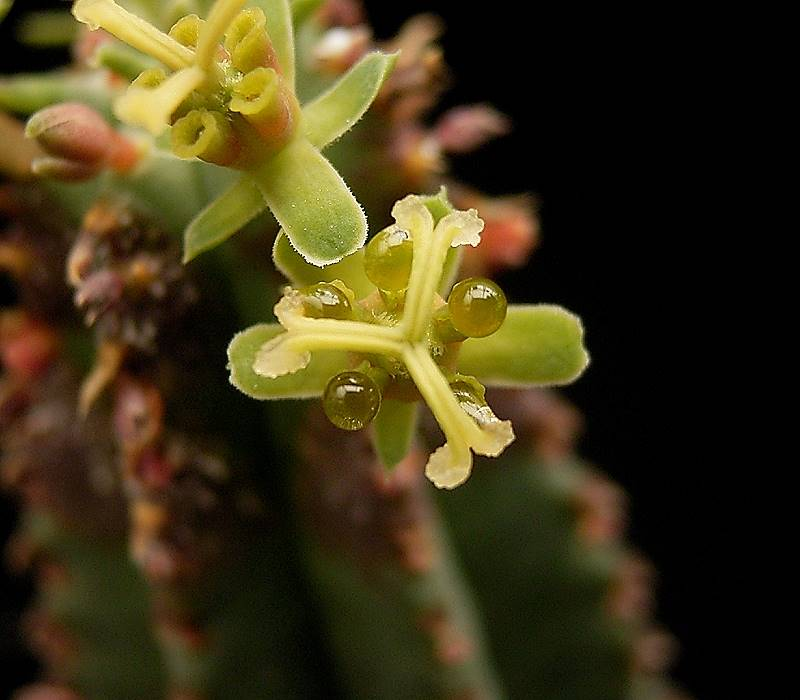